# Corrhenes papuana
Corrhenes papuana là một loài bọ cánh cứng trong họ Cerambycidae.